# Заккаи, Жонатан
Жонатан Заккаи (фр. Jonathan Zaccaï; род. 22 июля 1970, Брюссель, Бельгия) — бельгийский актер, режиссёр и сценарист.

## Биография
Жонатан Заккаи родился 22 июля 1970 году в Брюсселе, в артистической среде. Его мать — Сара Калиски (фр. Sarah Kalisky), известная художница, дядя — бельгийский драматург Рене Калиски (фр. René Kalisky). Сначала Жонатан мечтал о карьере режиссёра, снимал рекламные ролики, в том числе в Великобритании, и впоследствии решил посвятить себя актерской карьере. Первая серьезная роль, актерский кинодебют состоялся в фильме «Бунт детей» (фр. La révolte des enfants).
В 1990-х годах Жонатан Заккаи много снимался во французских и иностранных сериалах, среди которых «Горец» (1992-98), «3000 сценариев против вируса» (1994) и «В поисках истины» (1995). Популярным у зрителей актер стал после участия рядом с Аньес Жауи и Карин Виар в фильме «Роль ее жизни» (2004) и в фэнтезийной драме «Призраки» (2004) Робина Кампилло. Через год он снялся с Ромен Дюри в фильме Жака Одиара «Моё сердце биться перестало», где сыграл роль риэлтора-мошенника.
В 2010 году режиссёр Ридли Скотт пригласил Заккаи для участия в знаменитом блокбастере «Робин Гуд», в котором актер сыграл роль короля Франции Филиппа.
В феврале 2011 году Жонатан Заккаи получил премию бельгийской национальной кинопремии Магритт за лучшую мужскую роль в фильме Жоакима Лафосса «Частные уроки».
Как режиссёр Жонатан Заккаи снял по собственным сценариям три ленты: две короткометражки и полнометражный фильм «IX Иисус Христос» с Венсаном Лакост в главной роли.
В 2007 году Жонатан Заккаи возглавлял жюри программы короткометражных фильме на 29-м Международном кинофестивале франкоязычного кино в Намюре.
В 2010 году входил в состав жюри Кинофестиваля европейского кино в Лез-Арк, возглавляемого Томасом Винтербергом.